# Рудакова Ніна Яківна
Ніна Яківна Рудакова (21 жовтня 1916, місто Армавір, тепер Краснодарського краю, Російська Федерація — 7 січня 2011) — фахівець у галузі нафтопереробки і нафтохімії, директор кількох нафтопереробних заводів. Кандидат технічних наук (1958). Доктор технічних наук (1975).

## Біографія
У 1942 році закінчила факультет технології нафти Грозненського нафтового інституту. Працювала інженером-технологом, потім була начальником лабораторії на озокеритній копальні в селищі Шор-Су Узбецької РСР, головним інженером, директором заводу «Ферганозокерит» Узбецької РСР, директором озокеритної копальні в Сель-Рохо Таджицької РСР.
Член ВКП(б) з 1946 року.
У 1949 році переїхала на Львівщину. У 1949—1953 роках — директор Львівського нафтопереробного заводу.
У 1953—1954 роках — головний інженер тресту «Укрнафтозаводи» в місті Дрогобичі.
У 1956—1959 роках — директор Першого Дрогобицького нафтопереробного заводу.
З 1959 року працювала в інституті «ВНДІПКнафтохім» (тепер — УкрНДІНП «МАСМА»). Була директором Львівської філії інституту, завідувала лабораторією дослідження якості нафтопродуктів, у 1963—1977 роках завідувала відділом олив і мастил спеціального призначення. За період роботи в цій установі Ніна Рудакова організувала лабораторію, яка виконала низку актуальних тем, зокрема у сфері виробництва парафінів для харчової промисловості.
У 1958 році захистила кандидатську дисертацію, а у 1975 році — докторську на тему «Карбамідне комплексоутворення вуглеводнів сирої нафти і проблеми його промислового використання».
Створила науковий напрям з удосконалення технології виготовлення та застосування спеціальних олив, парафінів, розчинників і мастильно-холодильних рідин на основі нафтової сировини. Виконана нею робота щодо карбамідного комплексоутворення сирої нафти стала вагомим внеском у науку про нафту. На основі отриманих експериментальних результатів запропоновано принципово змінену схему переробки та транспортування високопарафінистої нафти.
Під керівництвом Рудакової виконано ґрунтовні дослідження для створення мастильно-холодильних рідин, гартувальних олив, які набули широкого застосування в автомобільній, машинобудівній, підшипниковій та інших галузях промисловості. Вона була науковим керівником п'яти аспірантів. У її науковому доробку — понад 150 наукових праць, виданих у співавторстві, зокрема дві монографій та 41 винахід.
Протягом багатьох років була депутатом Дрогобицької та Львівської міських рад, членом президії Львівського обласного науково-технічного товариства нафтової і газової промисловості, головою секції із переробки нафти та газу, членом спеціалізованих рад із захисту кандидатських і докторських дисертацій.

## Нагороди
- два ордени Трудового Червоного Прапора (19.03.1959, 7.03.1960)
- орден
- три медалі
- Почесна грамота Президії Верховної Ради Української РСР (22.10.1986)